# Jakob Peuppus

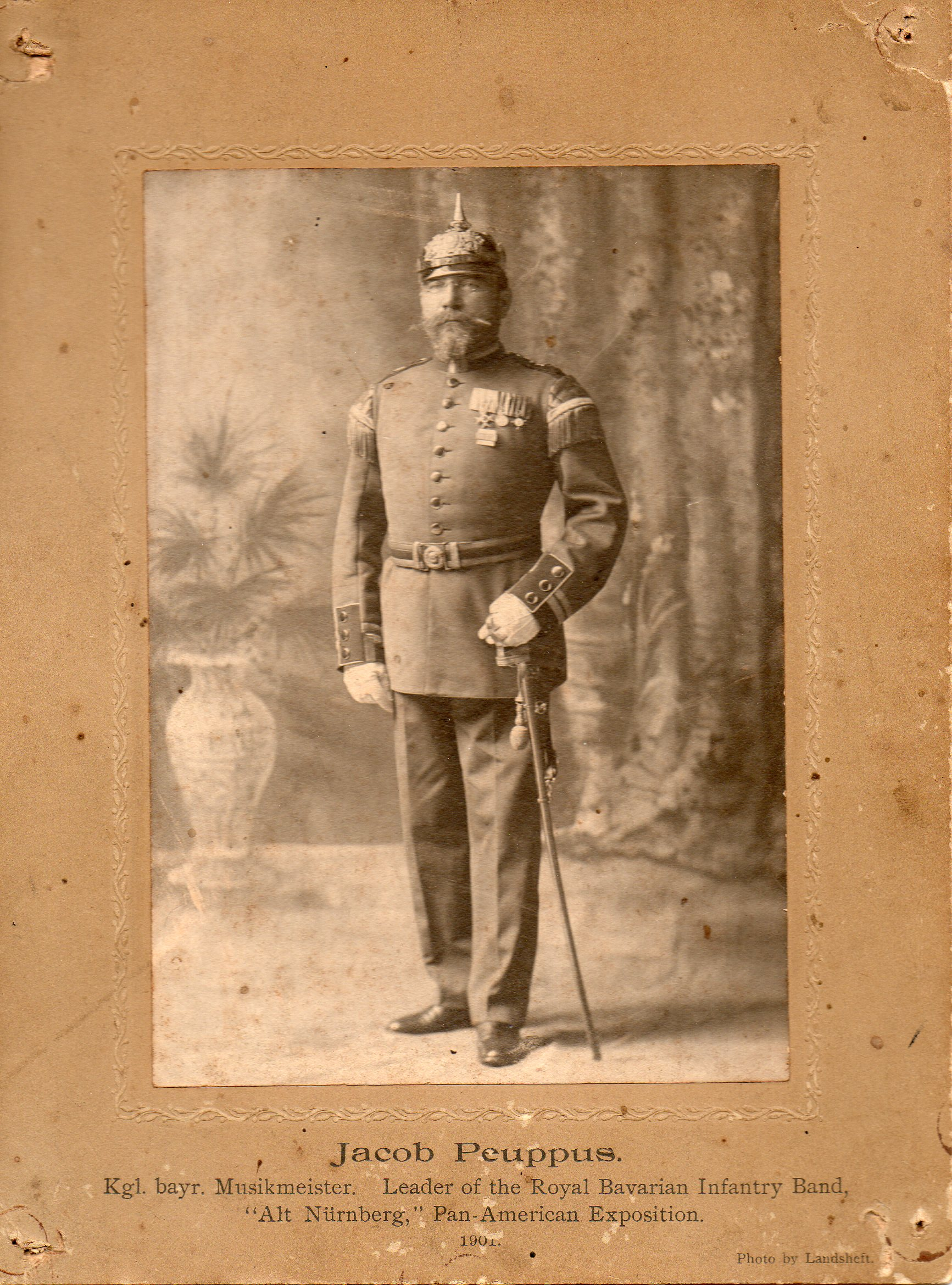
Jakob Peuppus

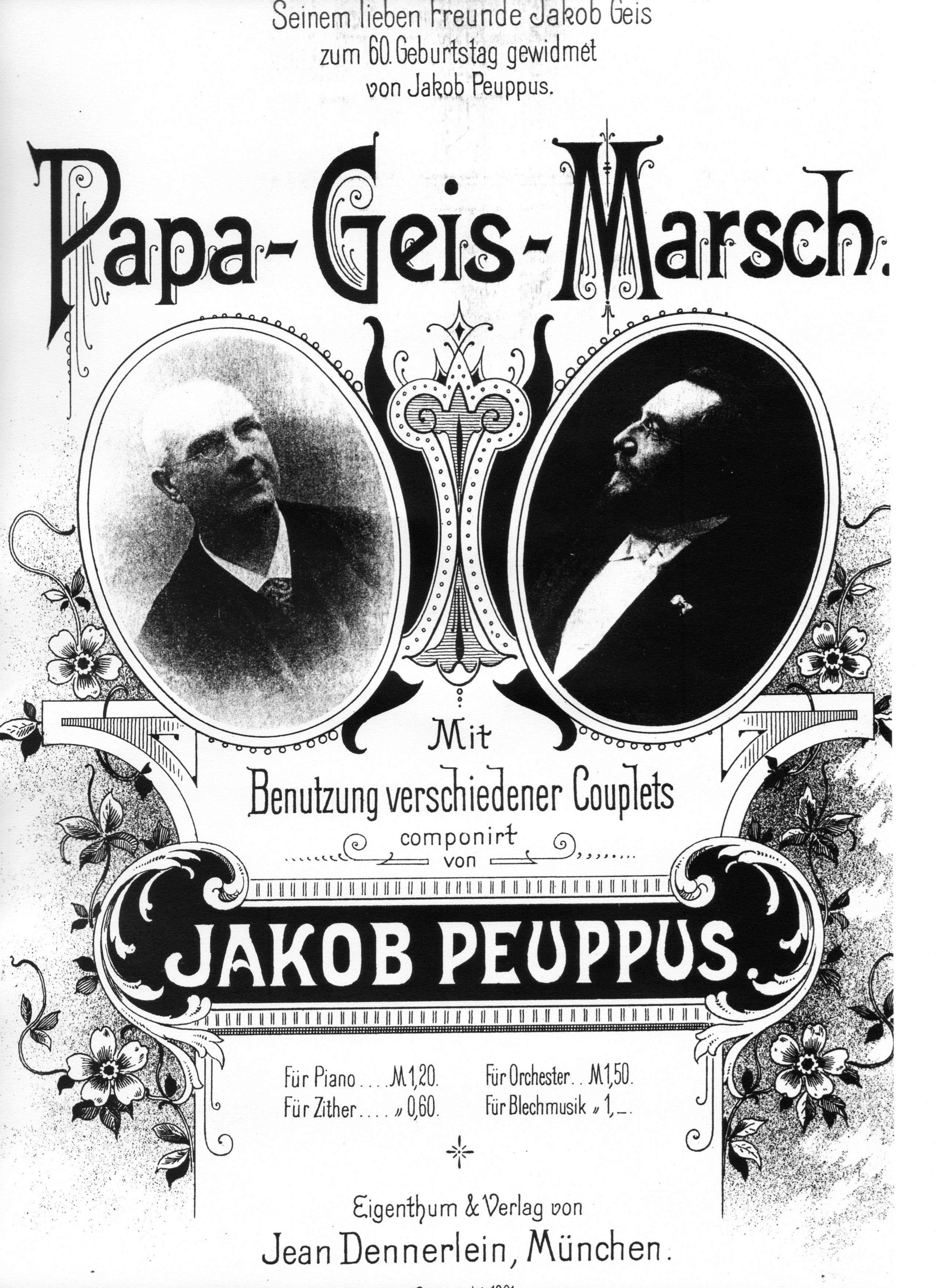
Papa-Geis-Marsch

Jakob Peuppus (* 10. April 1859 in Nürnberg; † 19. Januar 1905) war ein bayerischer Militärmusiker und Kapellmeister.

## Leben und Wirken
Peuppus trat als Geiger und Klarinettist am 6. Oktober 1877 ins Kgl. Bayer. 1. Infanterie-Regiment in München ein und wurde von Obermusikmeister Friedrich Hünns gefördert. Er wurde zum Studium an die Akademie der Tonkunst kommandiert und trat als frischgebackener Stabshoboist 1890 die Nachfolge von Friedrich Hünns an. 
Am 31. Mai 1901 schied er freiwillig aus dem Militärdienst aus und gründete ein eigenes Orchester, die Kapelle Peuppus, die unter anderem 1901 in den USA auf der Weltausstellung in Buffalo auftrat. Weitere Auftritte waren zum Beispiel  beim Großen Regimentsmusik-Concert im Münchner Löwenbräukeller (1892 bis 1899) und beim Münchner Oktoberfest 1905 im Bräurosl – Pschorrbräu.
Für seinen Freund, den bayerischen Volkssänger und Singspieldirektor Jakob Geis komponierte er 1901 zu dessen 60. Geburtstag unter Verwendung verschiedener Couplet-Melodien den „Papa-Geis-Marsch“.
Die Tonaufzeichnungen von Jakob Peuppus wurden bei Victor und Columbia aufgenommen.
Nach seinem Tod übernahm sein Sohn Martin Peuppus die Leitung der Kapelle Peuppus.